# 日本缀壳螺
日本缀壳螺（学名：Xenophora japonica），是中腹足目缀壳螺科缀壳螺属的一种。主要分布于越南、韩国、台湾，常栖息在浅海沙底。